# Dowżky
Dowżky (ukr. Довжки) – wieś na Ukrainie, w obwodzie chmielnickim, w rejonie szepetowskim, w hromadzie Hannopil. W 2001 roku liczyła 952 mieszkańców.